# Myrceugenia correifolia
Myrceugenia correifolia conocido comúnmente como petrillo o petrilla; es un árbol endémico de Chile perteneciente a la familia de las Mirtáceas. 

## Descripción
Es un árbol o arbusto perennifolio que alcanza un tamaño de 4 m de altura; las ramitas densamente pubescentes cuando jóvenes. Las hojas  oval-elípticas,  márgenes resolutos, ápice obtuso o anchamente redondeado, rara vez agudo, base redondeada a anchamente cuneada; pedúnculos de 1-3,5 cm de largo, unifloros, aplanados, densamente pubescentes, solitarios o en pares en las axilas de las hojas. Fruto color café-ámbar
oscuro a negro, glanduloso, de 0,7-1 cm de largo; maduración entre junio y septiembre.

## Distribución y hábitat
Myrceugenia correifolia es endémico de Chile que habita principalmente en el litoral costero de Chile
Central, desde la IV Región (provincia de Limarí) hasta la VII Región (provincia de Curicó), alcanzando una altitud de entre los 20 y 680 metros. Se distribuye en el litoral en donde las neblinas marinas producen suficiente humedad y temperaturas cálidas que proveen condiciones óptimas para su crecimiento. Crece en asociación con Aextoxicon punctatum, Berberis actinacantha, Citronella mucronata, Myrceugenia obtusa, Peumus boldus y Schinus latifolius.

## Taxonomía
Myrceugenia correifolia fue descrita por (Hook. & Arn.) O.Berg y publicado en Linnaea 30: 670. 1861.
Etimología
Myrceugenia: nombre genérico que deriva de la fusión de los nombres de los géneros Myrcia y Eugenia.
correifolia: epíteto
Sinonimia
- Eugenia correifolia Hook. & Arn.
- Eugenia maritima Barnéoud
- Eugenia thalassaia O.Berg
- Luma correifolia (Hook. & Arn.) A.Gray
- Luma thalassaia (O.Berg) Burret
- Myrceugenia johowii Gusinde
- Myrceugenia maritima Johow
- Myrceugenia maritima Kausel
- Myrceugenia thalassaia (O.Berg) Gusinde ex Fuentes	[4]